# Róisín Murphy
Róisín Marie Murphy (Arklow, 5 de julho de 1973) é uma cantora, compositora e produtora de música eletrônica irlandesa. Reconhecida tanto por sua abordagem inovadora à produção musical quanto por suas performances teatrais e seu estilo visual marcante, alcançou proeminência nos anos 1990 como vocalista da extinta dupla Moloko, ao lado do músico inglês Mark Brydon. Após o fim do grupo, iniciou sua carreira solo e lançou seu primeiro álbum, Ruby Blue (2005), produzido em colaboração com Matthew Herbert, recebendo elogios da crítica. Em 2007 lançou seu segundo álbum, Overpowered, consolidando sua identidade sonora e artística.
Após um hiato de oito anos, lançou Hairless Toys (2015), indicado ao Mercury Prize e ao Choice Music Prize da Irlanda, seguido por Take Her Up to Monto (2016). Em 2018, lançou quatro discos de doze polegadas (30 cm) em colaboração com o produtor Maurice Fulton. Em 2020, lançou Róisín Machine, aclamado por seu retorno ao disco e House music. Seu mais recente álbum, Hit Parade (2023), também foi amplamente elogiado pela crítica, reafirmando sua versatilidade e inovação artística.

## Primeiros anos
Róisín Marie Murphy nasceu em Arklow, República da Irlanda, em 5 de julho de 1973. Aos 12 anos, mudou-se com sua família para Manchester, na Inglaterra. Ela se interessou pela moda dos anos 1960, acompanhando sua mãe, que era antiquária, em feiras de garagem e lojas de caridade.  Aos 15 anos, seus pais se divorciaram e ambos retornaram à Irlanda.  Murphy decidiu permanecer na Inglaterra sozinha, pois acreditava que sua mãe não tinha forças para continuar cuidando dela.
Inicialmente, morou com sua melhor amiga por um ano, até conseguir um auxílio-moradia e se mudar para um apartamento próximo.  Os anos escolares foram desafiadores para Murphy; em 2019, afirmou: "Nunca senti que era bullying; sempre achei que intimidava as pessoas, e era por isso que me metia em encrenca". Ela fez amizade com um grupo de "garotos esquisitos que usavam preto" e ouviam The Jesus and Mary Chain. 
Sua inspiração para se tornar artista veio após assistir a um show do Sonic Youth com um amigo. Murphy escondia sua voz, pois não queria que soubessem que "soava como Elaine Paige". Posteriormente, integrou uma banda pós-punk que se desfez após algumas apresentações. Aos 17 anos, Murphy ingressou em uma faculdade de ensino médio (sixth form college) e chegou a considerar estudar artes. Aos 19, mudou-se para Sheffield, onde começou a frequentar clubes noturnos e se inspirou nos designs de Vivienne Westwood que via no clube Trash.

## Carreira

### 1994–2003: Moloko
Em 1994, Róisín Murphy conheceu Mark Brydon em uma festa e usou a frase de abordagem: "Do you like my tight sweater? See how it fits my body." ("Você gosta do meu suéter apertado? Veja como ele se ajusta ao meu corpo.")  Brydon levou Murphy para seu estúdio, Fon Studios, onde gravou sua voz e se impressionou com sua interpretação teatral. Eles começaram a namorar e formaram o Moloko, assinando contrato com a Echo Records e lançando seu álbum de estreia, Do You Like My Tight Sweater?, no ano seguinte. Heather Phares, do AllMusic, descreveu o álbum como uma fusão de trip hop e funk com música eletrônica, adotando uma abordagem mais humorística do que alguns de seus contemporâneos.
O segundo álbum da banda, I Am Not a Doctor, seguiu a mesma linha musical, mas foi um remix de "Sing It Back", feito por Boris Dlugosch, que trouxe reconhecimento internacional ao duo, sendo incluído em mais de 110 coletâneas. Em vez de pagar Dlugosch pelo remix, Murphy colaborou na composição de "Never Enough", que alcançou a 16ª posição no UK Singles Chart em junho de 2001.
O terceiro álbum do Moloko, Things to Make and Do, foi lançado em outubro de 2000 e trouxe uma sonoridade mais orgânica, com maior uso de instrumentação ao vivo e arranjos do tecladista Eddie Stevens. O álbum alcançou a terceira posição no UK Albums Chart, enquanto "The Time Is Now" se tornou o single de maior sucesso da banda no Reino Unido, atingindo o segundo lugar. 
Murphy e Brydon terminaram o relacionamento, mas ainda estavam contratualmente obrigados a lançar mais álbuns. Após o lançamento de Statues, em 2003, Brydon se afastou de grande parte da promoção do disco, deixando Murphy encarregada dessa tarefa. Embora nunca tenha sido feito um anúncio oficial sobre o futuro da banda, Murphy declarou à Q Magazine, em maio de 2005: "Terminamos em bons termos, depois de uma turnê muito bem-sucedida. Apertamos as mãos, dissemos 'até mais' e nunca mais falamos desde então. Não sei o que Mark pensa deste álbum ou o que ele está fazendo. Não sei se voltaremos ou não. Eu, pessoalmente, não diria que não."

### 2004–2005: Ruby Blue
Enquanto ainda fazia parte do Moloko, Murphy começou a trabalhar em projetos solo, incluindo colaborações com outros artistas, como Handsome Boy Modeling School e Boris Dlugosch na faixa Never Enough. Em 2004, Murphy iniciou as gravações de seu primeiro material solo com o produtor Matthew Herbert, que já havia remixado faixas do Moloko. Sobre a parceria, Murphy declarou: "parecia muito natural... porque Matthew faz tudo parecer mais rápido e fácil".
Inicialmente, gravaram algumas faixas juntos, mas continuaram colaborando com o apoio da gravadora Echo Records. No entanto, quando Murphy apresentou o álbum à gravadora, os executivos consideraram o material incomum e não identificaram potenciais singles de sucesso.  O setor de A&R sugeriu ajustes para torná-lo mais acessível ao rádio, mas Murphy recusou, afirmando que "queria que fosse o mais puro possível". A gravadora acabou apoiando sua decisão.
Ruby Blue foi lançado em junho de 2005. Antes do lançamento, três EPs, intitulados Sequins #1, Sequins #2 e Sequins #3, foram disponibilizados em edições limitadas em vinil, com arte gráfica assinada por Simon Henwood, que também dirigiu os videoclipes dos singles "If We're in Love" e "Sow into You".

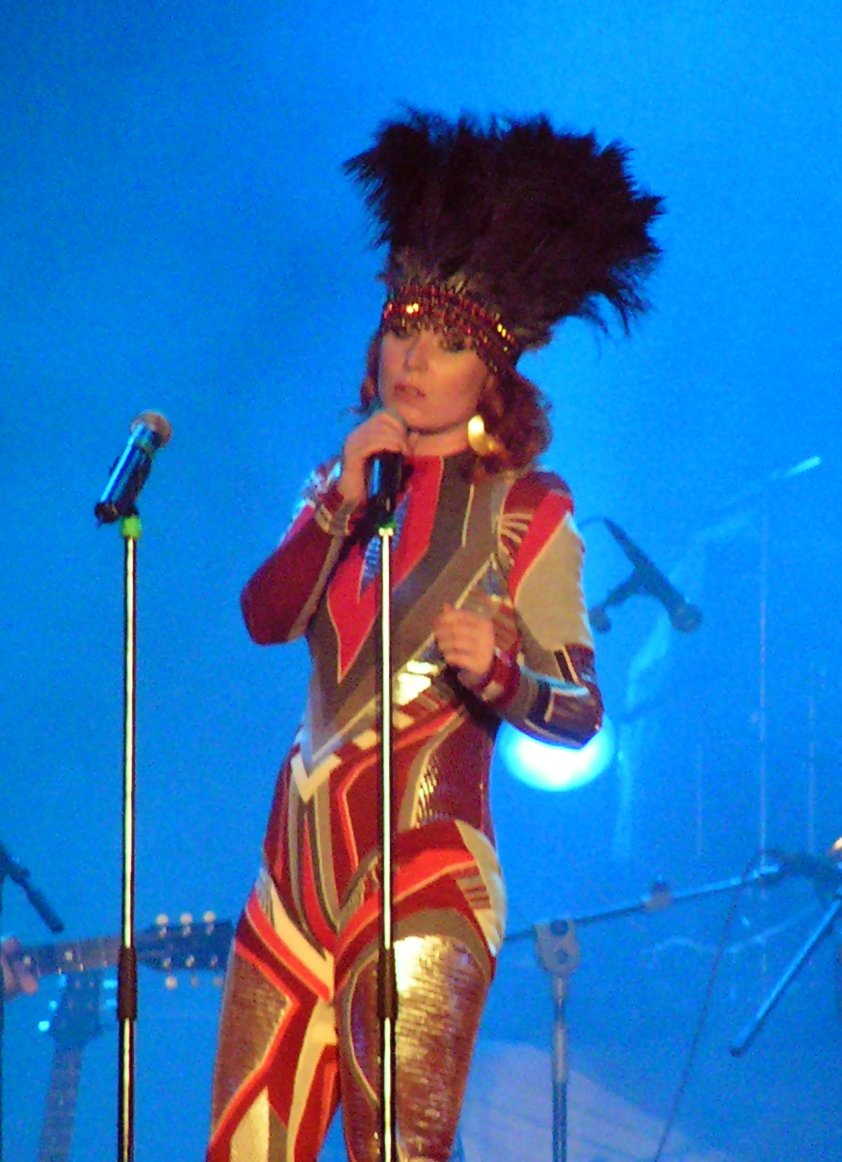
Róisín Murphy performando no Orange Music Experience Festival, Haifa 2005

O álbum incorpora elementos da musique concrète, uma técnica de produção que transforma sons cotidianos em música. Herbert utilizou gravações de objetos pessoais de Murphy, como cadernos e cosméticos, além de sons de passos de dança e ornamentos, criando um ambiente sonoro único e experimental. Musicalmente, Ruby Blue combina a eletrônica presente no Moloko com influências de jazz e pop. Embora tenha tido um desempenho comercial modesto, o álbum foi amplamente elogiado pela crítica. O Pitchfork descreveu o disco como "perfeito, a combinação definitiva de calor humano e conhecimento tecnológico".

### 2006–2008: Overpowered
Em maio de 2006, Róisín Murphy assinou contrato com a EMI Records e, em 2 de julho de 2007, lançou "Overpowered", o primeiro single de seu segundo álbum solo, também intitulado Overpowered. A faixa foi composta por Murphy em colaboração com Paul Dolby (conhecido como Seiji, do coletivo Bugz in the Attic) e mixada por Tom Elmhirst. O single contou ainda com remixes de Seamus Haji, Kris Menace, Hervé e Loose Cannons. O álbum Overpowered, lançado em outubro de 2007, representa uma fusão sofisticada de pop contemporâneo com influências da disco music.
Murphy trabalhou com diversos produtores renomados, incluindo Andy Cato (do Groove Armada), Jimmy Douglass e Richard X, buscando criar um som que equilibrasse acessibilidade pop com profundidade artística. A produção do álbum reflete uma abordagem eclética, combinando elementos eletrônicos com arranjos mais orgânicos. A estética visual de Overpowered teve um impacto significativo no mundo da moda. Murphy colaborou com o diretor de arte Scott King para desenvolver a identidade visual do álbum. Juntos, conceberam a ideia de que Murphy estaria "nunca fora do palco", constantemente "em personagem": uma espécie de alienígena glamourosa vivendo em um mundo de extrema normalidade. Essa colaboração resultou em uma série de fotografias e materiais promocionais que destacavam Murphy em ambientes cotidianos, mas vestindo trajes extravagantes e vanguardistas. 

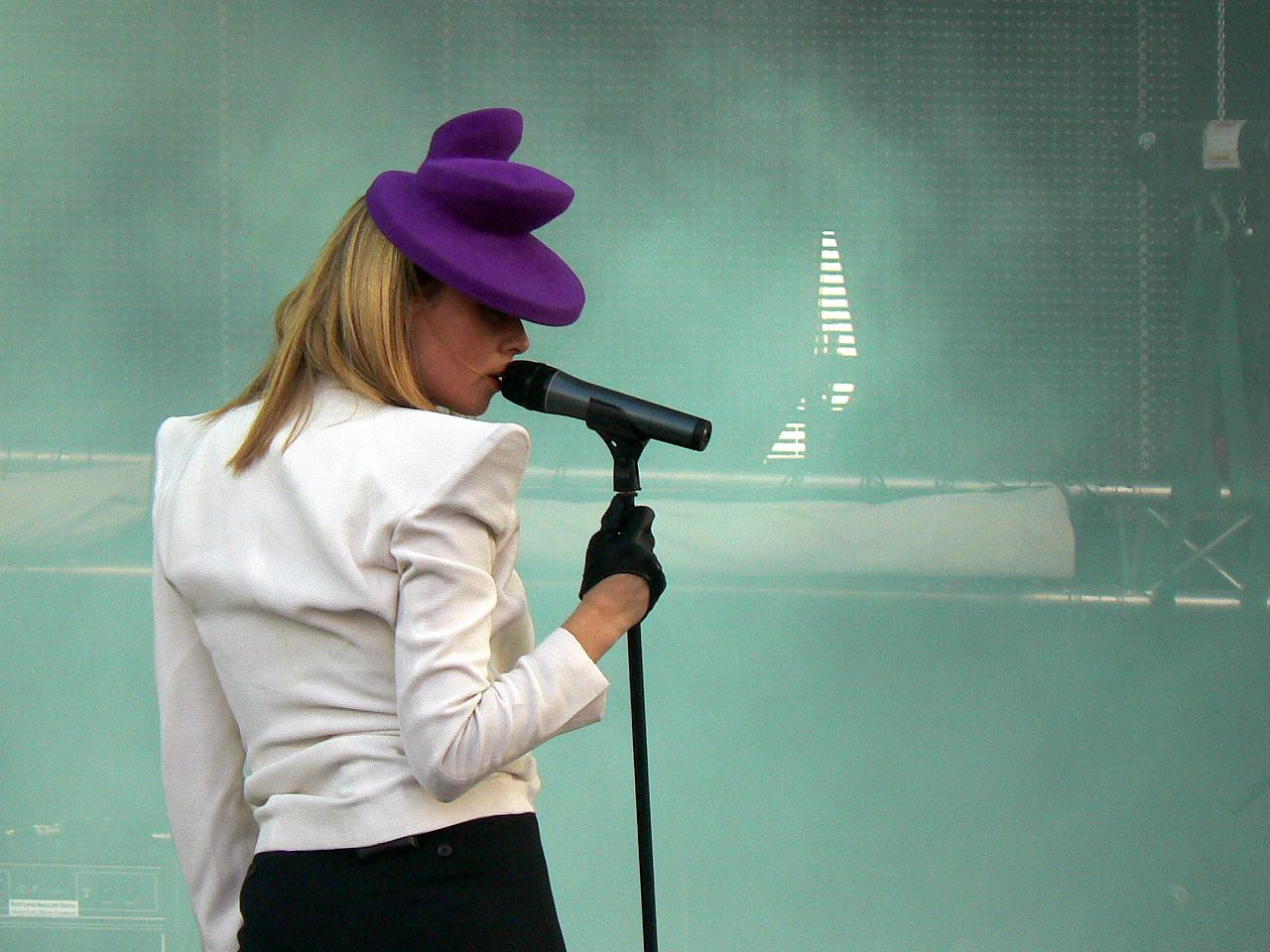
Sziget Festival, Óbudai Island, Budapest, Hungary, 2008

Os videoclipes dos singles extraídos do álbum reforçaram essa estética única. No clipe de "Overpowered", dirigido por Jamie Thraves, Murphy é retratada como uma mulher extravagante em situações comuns: após uma apresentação com roupas chamativas, ela anda de ônibus, lava roupa na máquina e escova os dentes antes de terminar o dia.  Essa narrativa visual contrastante enfatizou a dualidade entre o glamour e o mundano, característica marcante da era Overpowered. A influência de Murphy no mundo da moda foi além da música. Ela se tornou uma espécie de ícone de estilo acidental, conhecida por suas combinações imaginativas e ousadas. Sua presença constante na linha de frente de desfiles e sua colaboração com designers vanguardistas solidificaram sua posição como uma musa fashion.
Em termos de impacto cultural, Overpowered é frequentemente citado como um clássico moderno que, embora não tenha alcançado sucesso comercial massivo, influenciou uma geração de artistas e fashionistas. O álbum captura uma artista que imerge em uma sensualidade que mistura glitter, pop, disco e até solidão — uma combinação que apenas alguém tão única e confiante como Murphy poderia conseguir. Em suma, Overpowered não é apenas um álbum musical, mas um marco na interseção entre música, moda e arte visual, refletindo a visão artística singular de Róisín Murphy.

### 2009–2014: Hiato
Entre 2009 e 2014, Róisín Murphy manteve-se ativa na cena musical através de diversas colaborações e lançamentos esporádicos. Em 2008, ela iniciou a produção de seu terceiro álbum solo em parceria com Seiji. No mesmo ano, gravou uma versão de "Slave to Love", de Bryan Ferry, que foi utilizada em uma campanha da Gucci e lançada como lado B do single promocional "Movie Star". 
Em 2009, Murphy apresentou novas músicas no clube SeOne, em Londres, incluindo "Momma's Place" e "Hold up Your Hands". Em novembro daquele ano, ela estreou o single "Orally Fixated" em sua página no Myspace, disponibilizando-o posteriormente para download gratuito por 48 horas através do The Guardian. 
Durante esse período, ela colaborou com diversos artistas e projetos: participou do álbum "Tons of Friends" do Crookers; contribuiu para "Here Lies Love" de David Byrne e Fatboy Slim; trabalhou com Mason na faixa "Boadicea"; com Tony Christie em "7 Hills"; com The Feeling em "Dance for the Lights"; e emprestou sua voz para "Simulation", produzida por DJ Parrot. Além disso, colaborou em "Golden Era" de David Morales; "Flash of Light" e "Invisions" com Luca C & Brigante; "Look Around You" de Boris Dlugosch; "Alternate State" de Hot Natured; "Leviathan" de Freeform Five; e "In My Garden" com Invisible Cities. 
Em agosto de 2012, Murphy lançou "Simulation", seu único single solo nesse período, pela gravadora Permanent Vacation. 

### 2014–2017:Mi Senti, Hairless Toys, Take Her Up to Monto
Em maio de 2014, ela lançou o EP "Mi Senti", uma coleção de covers de clássicos da música pop italiana, além de uma faixa original intitulada "In sintesi". Este trabalho foi produzido em colaboração com Eddie Stevens e com o produtor italiano Sebastiano Properzi. Murphy, que não fala italiano, enfrentou desafios para pronunciar corretamente as palavras e transmitir o significado das canções, mas considerou o processo um exercício para expandir suas habilidades vocais.

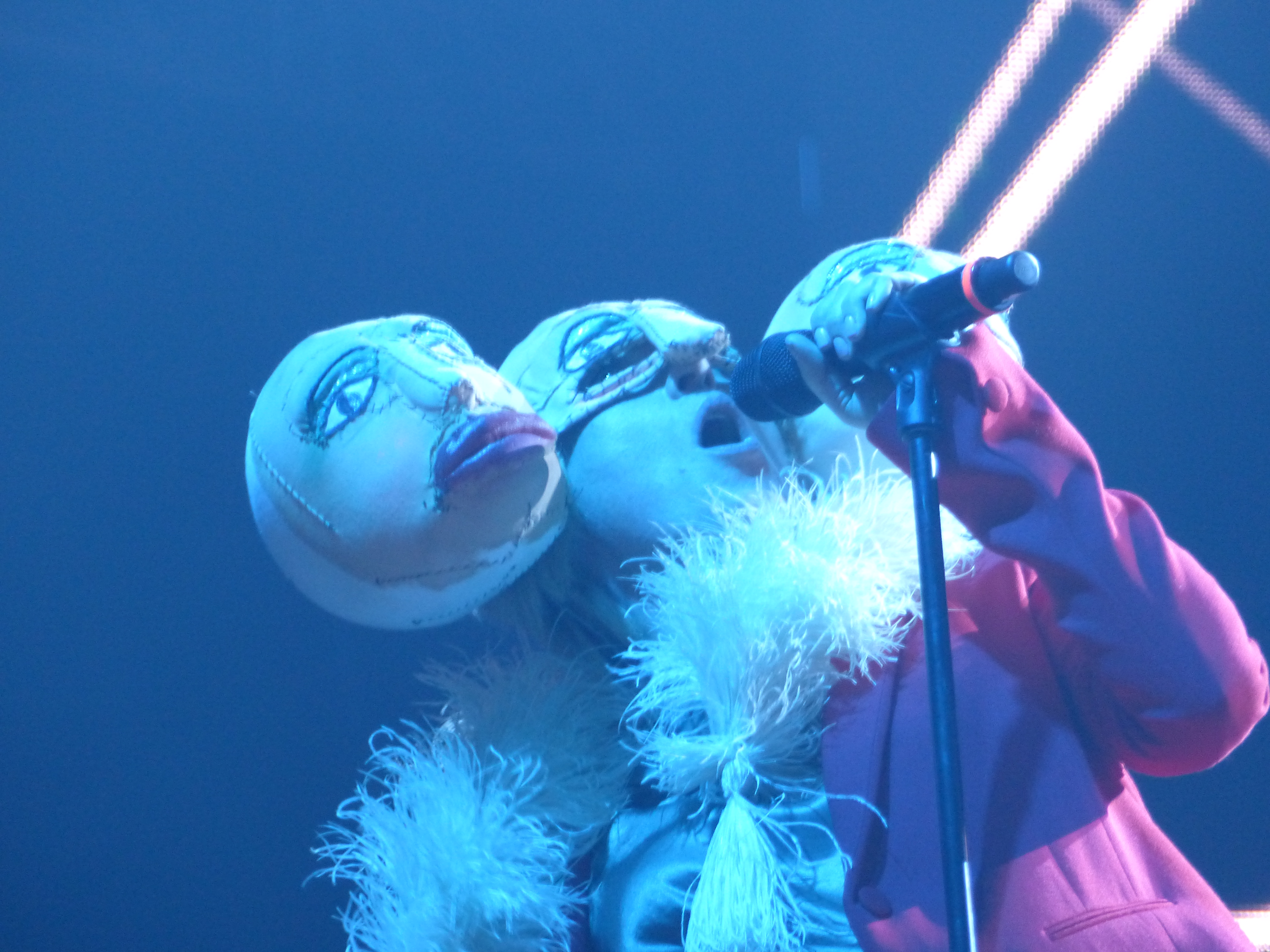
Róisín Murphy e banda em 14 de Agosto, 2016, Sziget Festival, Budapeste.

Em maio de 2015, Murphy lançou seu terceiro álbum de estúdio, Hairless Toys, que recebeu críticas positivas por sua sofisticação e inovação musical. O álbum foi descrito como multifacetado, combinando instrumentação eletrônica e ao vivo, explorando territórios raramente visitados pela música pop convencional. Murphy destacou que o álbum é emocionalmente transparente e carregado de ironia, resultando em uma obra única e sincera.  
O anúncio do álbum foi acompanhado por uma transmissão da primeira faixa, "Gone Fishing", que Murphy confirmou ter sido inspirada no documentário de 1990 Paris Is Burning . O título do álbum surgiu quando Murphy cantou a linha "Careless Talk" na faixa-título, mas seu produtor Eddie Stevens entendeu mal como "Hairless Toys". 
Uma edição de quatro minutos  de "Exploitation" foi posteriormente lançada como o primeiro single, com um videoclipe dirigido pela própria Murphy lançado em 13 de abril de 2015.  Murphy comentou que a música é sobre "venda, manipulação e exploração dentro do trabalho criativo e em um relacionamento".  Murphy explicou mais tarde que a música "veio de ser um pouco irônica, um pouco irônica. Tem um pouco de brilho nos olhos. Não deve ser levada muito a sério". 

Falando sobre o disco, Murphy escreveu:
"Havia um desejo de fazer um disco inquestionavelmente refinado. É multicamadas, instrumentação eletrônica, e ao vivo, musicalmente ele vai a lugares que a maioria da música pop nunca vai. É emocionalmente nu e atado com ironia. Eu definitivamente não me propus a fazer algo único per se, mas [...] realmente não se parece com nada que você já ouviu antes. Então é impossível descrever, exceto dizer... é sincero." 
Murphy dirigiu os videoclipes dos singles "Exploitation",  "Evil Eyes",  "Unputdownable" e "House of Glass". Desde então, Murphy tem dirigido todos os seus videoclipes. 

Em julho de 2016, Murphy lançou Take Her Up to Monto, gravado durante as mesmas sessões de Hairless Toys, com contribuições do colaborador e produtor Eddie Stevens. O título do álbum é uma referência à canção folclórica irlandesa "Monto (Take Her Up to Monto)", popularizada pelos The Dubliners na década de 1960, que o pai de Murphy costumava cantar para ela na infância. 
O lançamento do álbum foi precedido por duas faixas, "Mastermind" e "Ten Miles High", bem como o vídeo autodirigido de Murphy para o último, que foi filmado em Londres.  Comparando o álbum com seu antecessor, Murphy afirmou que "a linguagem visual mudou. Menos referência, uma estética mais agressivamente moderna. É sobre a Londres em que vivo, é muito sobre arquitetura, é sobre construção e o futuro chegando, é sobre aqui! É um pouco mais efervescente e mais presente, irreverente, com filmagens de guerrilha , montagem e merda maluca. Espero que seja um realismo que faça você se sentir bem por estar vivo." 

### 2018–2022:Róisín Machine

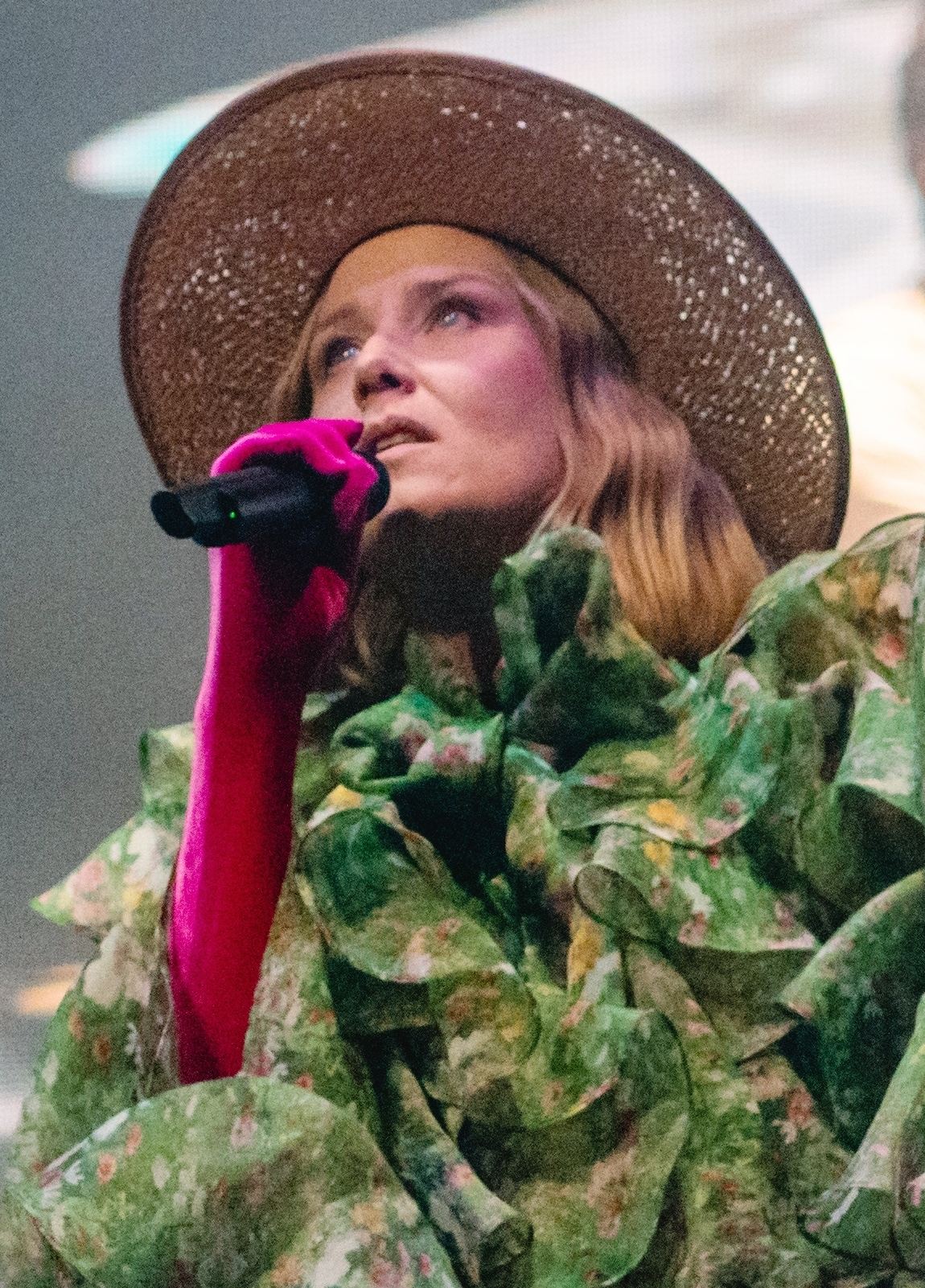
BBC6 Music Festival - Roundhouse - 7 de Março de 2020

Em 2018, a The Vinyl Factory lançou uma série de quatro discos de 12 polegadas (30 cm) produzidos pelo pioneiro da house music de Baltimore, Maurice Fulton. Cada disco inclui duas músicas originais, cada uma com cerca de seis minutos, e Murphy dirigiu videoclipes para os quatro lançamentos do lado A. 
De acordo com Murphy, o trabalho começou no que se tornaria Róisín Machine uma década antes de seu lançamento,  durante o qual ela manteve uma presença ativa na indústria, realizando vários lançamentos.
No entanto, o ímpeto para o álbum veio quando o fundador da Skint Records, Damian Harris, retornou à gravadora como diretor criativo em 2019. Harris ajudou a impulsionar o projeto, persuadindo Murphy a assinar um contrato de gravação com a Skint Records e sua gravadora-mãe BMG , embora Murphy tenha negociado o contrato para ser um acordo de um álbum, pois ela "queria manter [suas] opções em aberto". 
Em 2022, Róisín Murphy interpretou a bruxa Mercury na série The Bastard Son & The Devil Himself, da Netflix.  Ela também participou da iniciativa de coleta de camisetas beneficentes da Homobloc, que arrecadou fundos para organizações focadas em LGBTQ+.
Produção e Inspirações
A produção do álbum foi conduzida por Richard Barratt, também conhecido como DJ Parrot, um renomado produtor de Sheffield. A colaboração entre Murphy e Barratt começou em 2012 com o single "Simulation" e continuou com "Jealousy" em 2015. Essas faixas iniciais estabeleceram a base para o que se tornaria o Róisín Machine. As gravações ocorreram de forma intermitente ao longo dos anos, com Murphy gravando os vocais em sua casa em Londres e Barratt trabalhando nas produções em Sheffield. Essa dinâmica permitiu uma fusão única de influências, resultando em um som que homenageia a cena musical de Sheffield, conhecida por sua rica história na música eletrônica e industrial. 
Recepção e Aclamação
O álbum foi amplamente aclamado pela crítica. A Crack Magazine destacou a habilidade de Murphy em transitar entre vocais profundos e vibrantes, enfatizando sua estética de "club kid". A revista também ressaltou a diversão evidente que Murphy teve durante a criação do álbum, especialmente em faixas como "Murphy's Law" e "Jealousy". 
Comercialmente, Róisín Machine alcançou a quinta posição na parada de álbuns da Irlanda e a décima quarta no Reino Unido, tornando-se o álbum solo de maior sucesso de Murphy até então.

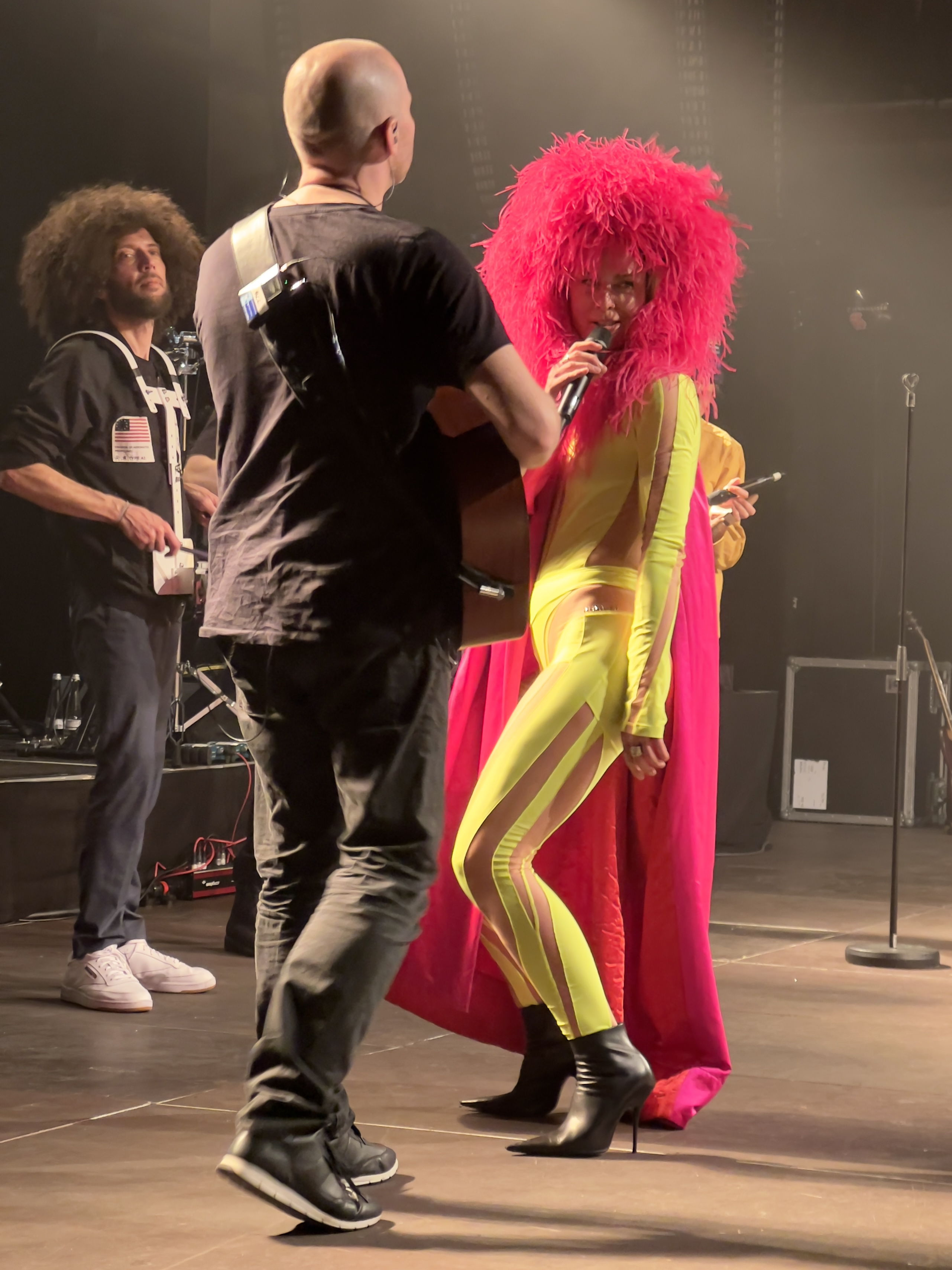
Róisín Murphy ao vivo em Im Wizemann, Estugarda

Murphy descreveu o álbum como possuindo a "alma de Sheffield", refletindo a influência da cidade na produção musical. Essa conexão é evidente na colaboração com DJ Parrot e na incorporação de elementos característicos da cena eletrônica de Sheffield, proporcionando ao álbum uma autenticidade e profundidade únicas: 
"Comigo, nunca é uma questão de sentar em uma reunião com uma gravadora e dizer: 'Ok, o novo álbum da Róisín será disco pop'. Cada álbum e tudo o que faço surgem naturalmente da minha vivência – eu vivo, e a música nasce disso. Falando sobre dança: foi dançando em clubes que comecei a fazer música. Nunca houve um grande plano. Minha vida e minha carreira sempre funcionaram assim. Róisín Machine não é um álbum de disco pop. Na verdade, é um álbum de Sheffield. Seu DNA é totalmente Sheffield, porque morei lá por muitos anos. Parrot, com quem fiz o álbum, é um amigo de longa data, e o disco tem essa espinha dorsal, esse coração, essa essência crua e autêntica da cidade. O aço de Sheffield." 
Róisín Machine solidifica a posição de Murphy como uma artista inovadora na música eletrônica, combinando influências clássicas com uma abordagem contemporânea para criar um som distintamente seu.

### Crooked Machine
Em 30 de abril de 2021, Murphy lançou o álbum de remixes ''Crooked Machine''. pela Skint Records, que consiste em remixes de músicas do álbum Róisín Machine. 
Crooked Machine apresenta nove remixes de músicas de Róisín Machine , criadas pelo colaborador frequente de Murphy, Crooked Man (também conhecido como DJ Parrot ou Richard Barratt). Sobre sua parceria e o álbum de remixes, Murphy declarou:
Parrot não tenta ser "legal", eu acho que essa é a última coisa em sua mente. Ele faz música com um real senso de responsabilidade com a arte. Ele simplesmente não consegue fazer música ruim, ele ficaria com muita vergonha. Então tudo o que ele é e tudo o que ele aprendeu é colocado em tudo o que ele faz. Eu acho que Crooked Machine é uma de suas maiores realizações até agora. Eu o deixei e Fat Dave por conta própria nisso e eles se superaram! Eu absolutamente amo isso!! Eu acho que prefiro isso ao álbum original, um pouco menos eu e ainda mais "legal" por isso! 
O som do álbum de remixes, de acordo com um comunicado de imprensa, é como "Se Róisín Machine fosse a grande noite... esta é a festa posterior onde as coisas ficam mais sombrias e distorcidas". 

### 2023–Presente:Hit Parade
'Hit Parade' é o sexto álbum de estúdio da cantora irlandesa Róisín Murphy, lançado em 8 de setembro de 2023 pela gravadora Ninja Tune. O álbum foi produzido em colaboração com o renomado DJ Koze, marcando uma parceria que resultou em uma sonoridade vibrante e inovadora. 
"CooCool" foi lançada em 8 de março de 2023 e recebeu elogios por sua produção sofisticada e pela performance vocal de Murphy. A Pitchfork destacou a faixa como "Best New Track", elogiando a colaboração entre Murphy e DJ Koze. 
Em 17 de maio de 2023, Murphy lançou "The Universe", que também foi reconhecida como "Best New Track" pela Pitchfork. A publicação ressaltou a capacidade da música de criar uma atmosfera envolvente, destacando a versatilidade artística de Murphy. 
Sophia McDonald, da Clash, descreveu o álbum como "tão colorido e divertido quanto a própria Róisín Murphy. Verdadeiramente um forte candidato a álbum do ano, Murphy criou um disco de verdadeira profundidade musical que não se leva muito a sério". Já a Uncut afirmou: "repleto de calor e personalidade, mesmo quando quase modificado além do ponto de reconhecimento, a voz de Murphy raramente teve uma vitrine mais satisfatória".

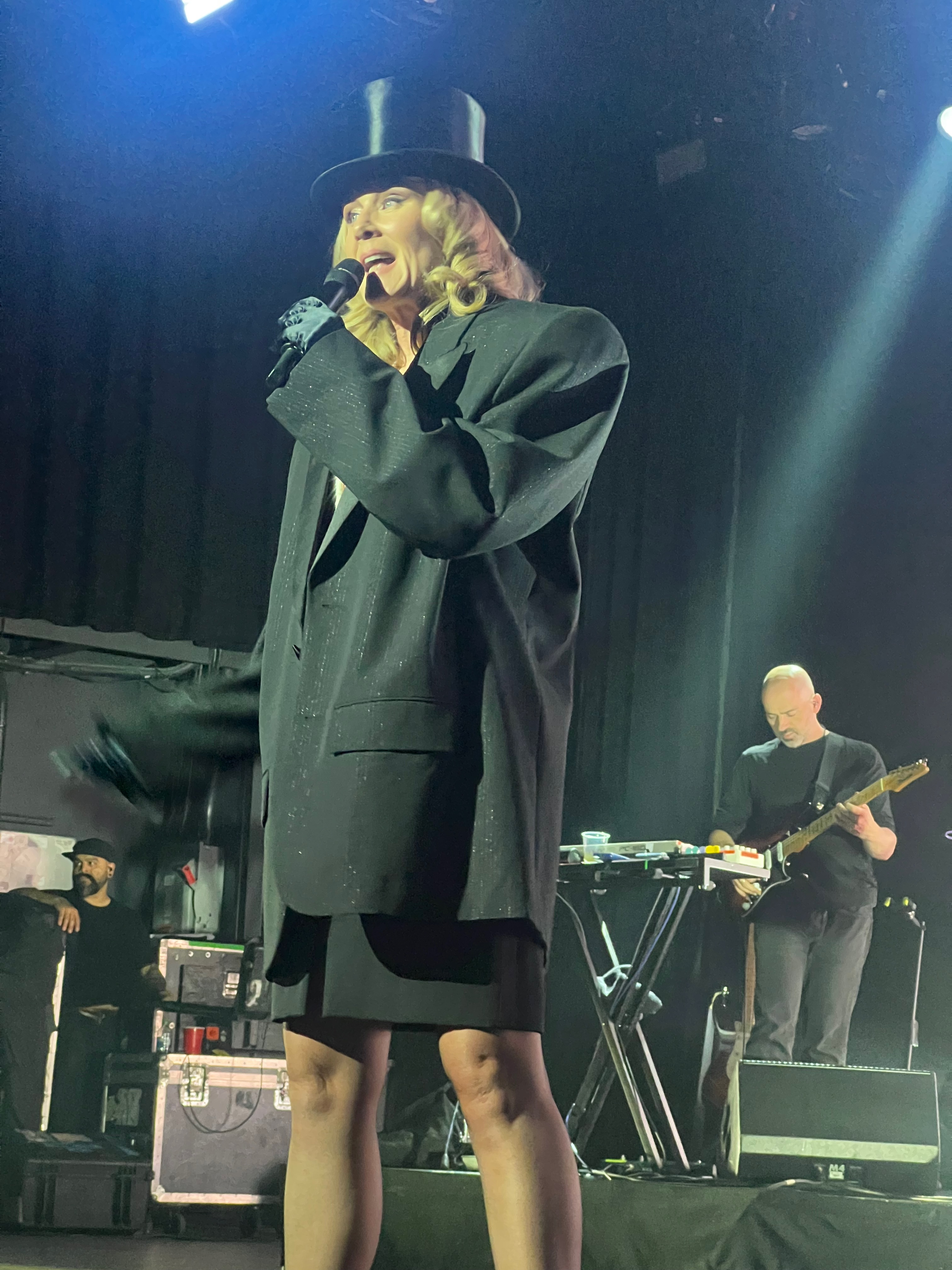
Róisín Murphy, Toronto, Junho de 2024

A produção de 'Hit Parade' ocorreu de forma remota ao longo de vários anos, com Murphy em Londres e DJ Koze em Hamburgo. Essa dinâmica permitiu que ambos trabalhassem em um ambiente íntimo e pessoal, proporcionando a Murphy uma abordagem mais introspectiva na composição.  Ela descreveu o álbum como "alegre", refletindo um período de felicidade em sua vida, e destacou a liberdade total que Koze teve na produção, resultando em músicas "vibrantes e vivas", "explodindo em cores". 

Róisín Murphy trabalhou ativamente na produção de Hit Parade, destacando sua autonomia no processo criativo, e declarou À Keyi Magazine:
''Comecei Hit Parade junto com um pouco de Róisín Machine, já que ambos os projetos caminharam lado a lado por um tempo. Eu estava trabalhando nos dois ao mesmo tempo. Gravei a maior parte de Hit Parade sozinha, incluindo os vocais, utilizando software de música, o que foi uma experiência nova e um avanço significativo para mim. Como mencionei, isso me tornou muito prolífica e me permitiu trabalhar em dois ou três álbuns simultaneamente.''
A recepção crítica de 'Hit Parade' foi amplamente positiva. O álbum foi elogiado por sua ambição e produção refinada, combinando elementos de soul sombria e dub techno com as letras irônicas e divertidas de Murphy. A crítica destacou que, apesar de sua ambição, o álbum atinge plenamente seus objetivos, apresentando uma produção excelente e uma entrega emocional sincera. 
A arte da capa é uma colaboração entre Murphy, o fotógrafo Connor Egan e a artista Beth Frey, utilizando técnicas de inteligência artificial para criar uma imagem colorida e intrigante. O design gráfico ficou a cargo de Bráulio Amado. 
Em maio de 2024, Murphy lançou o álbum de remixes ''Hit Parade Remixes'', com colaborações de nomes como Moodyman, Eli Escobar, Baba Ali, Payfone e mais.

## Estilo
Róisín Murphy é amplamente reconhecida por seu estilo de moda excêntrico e imaginativo. Descrita como a "verdadeira rainha art-pop deste século" pela Electronic Beats, sua produção sensorial abrange diversos gêneros e humores, consolidando sua reputação no mundo da alta moda. 

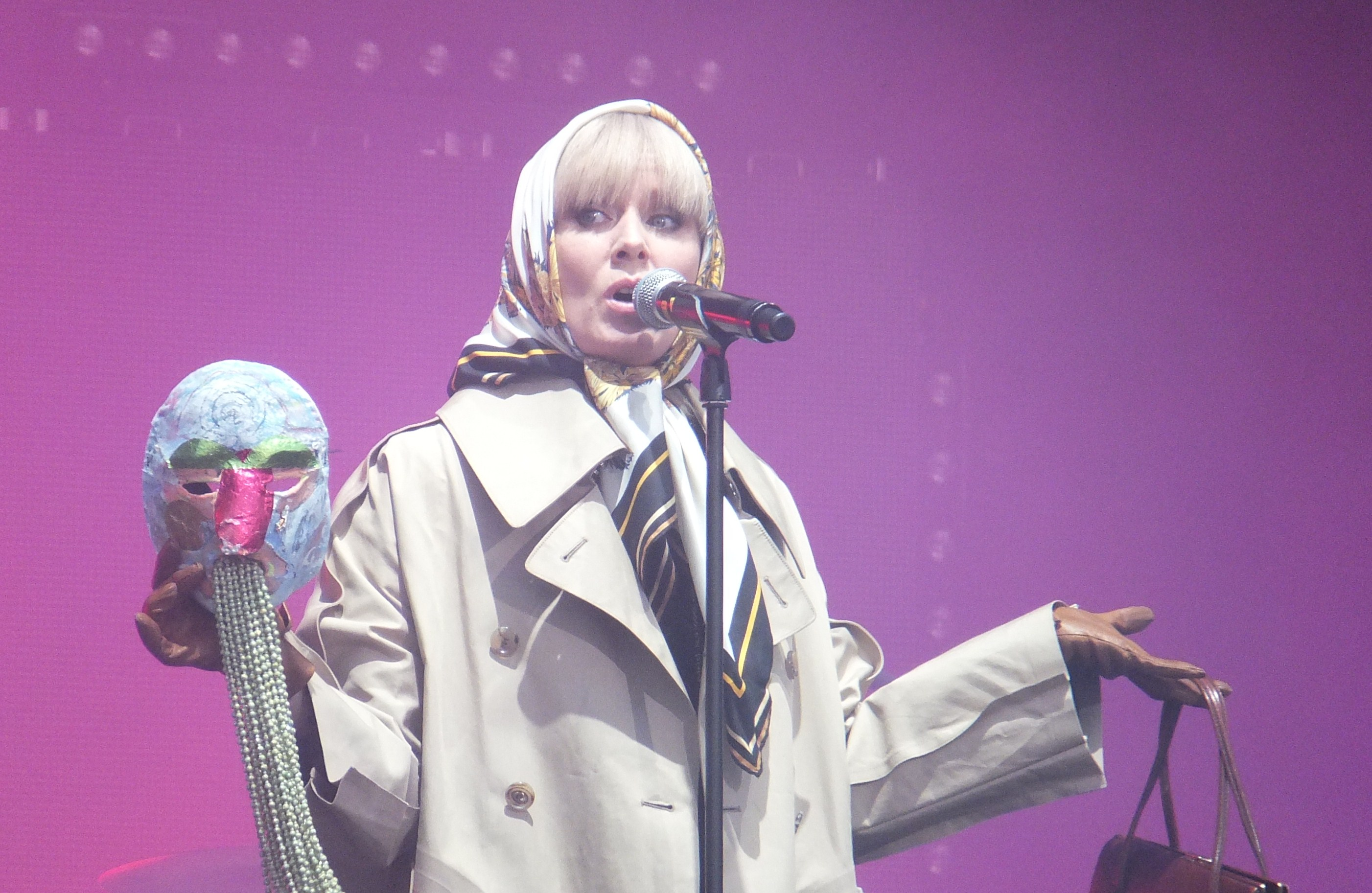
Róisín Murphy, Flow Festival, 2015

Musicalmente, Murphy é vista como uma artista aventureira que mistura influências que vão do disco ao jazz. Publicações como OutInPerth referem-se a ela como a "rainha irlandesa do avant-garde". Sua capacidade de fundir pop, house e disco com uma sensibilidade vanguardista e uma estética visual mutável é frequentemente destacada pela crítica.  A crítica musical Mark Fisher posiciona Murphy na linhagem do glam rock, ao lado de nomes como Roxy Music, Grace Jones e os New Romantics, ressaltando sua atenção à construção de artifícios e personas. Ele a descreve como "a princesa exilada do glam [rock] no pop", representando uma mistura de disco e arte, sensibilidade e inteligência, superficialidade sumptuosa e ansiedade existencial. 

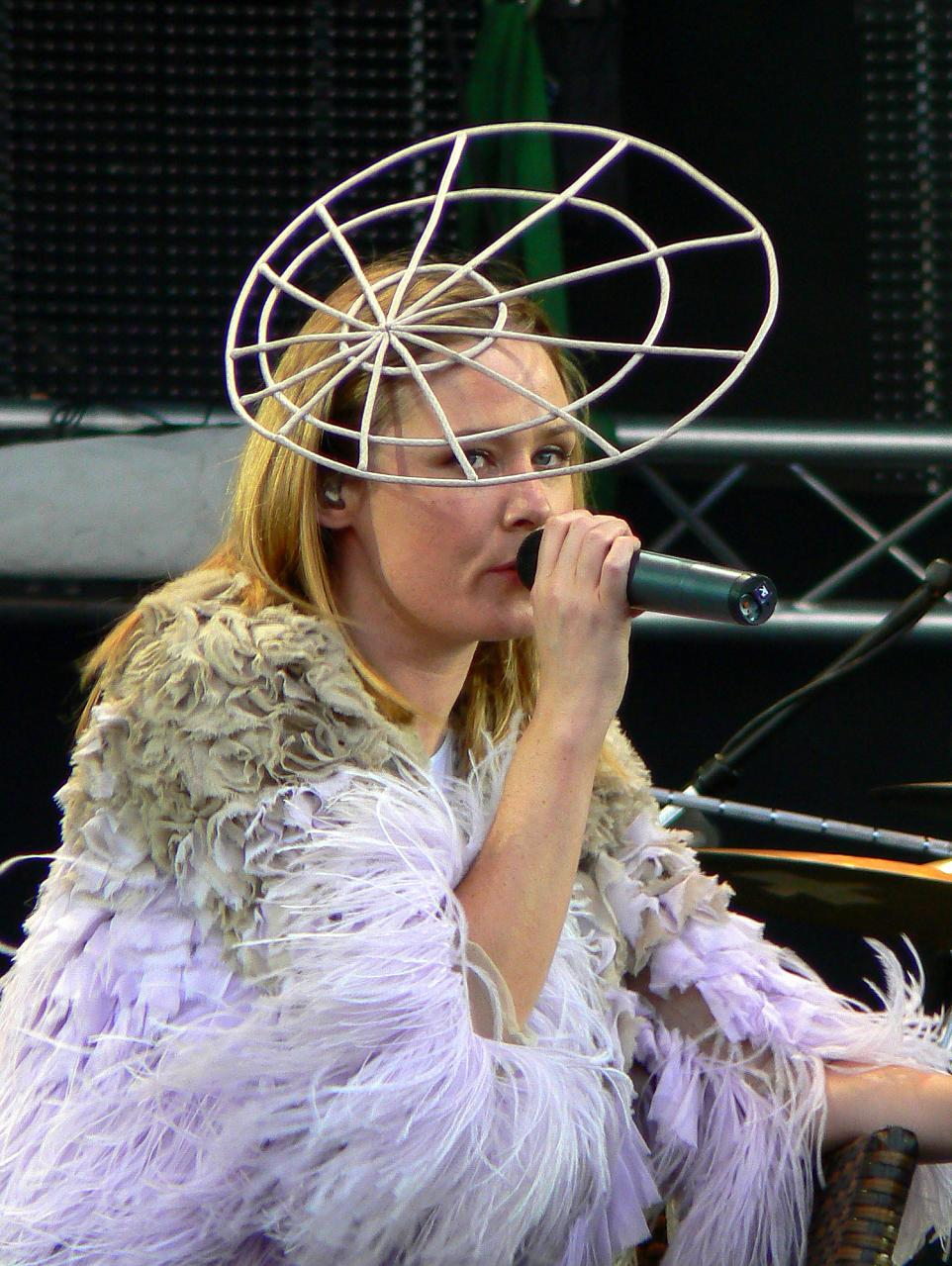
Róisín Murphy, Sziget Festival

O trabalho inicial do Moloko, banda da qual Murphy fez parte, incorporava influências eletrônicas e trip hop antes de evoluir para um som mais orgânico. Após o término da banda, Murphy refinou sua fusão característica de brilho polido e experimentação lúdica. Sua carreira solo é marcada por colaborações com compositores de jazz experimental e produtores eletrônicos, explorando house music, cultura ballroom e eletrônica avant-garde.  Murphy tem um alcance vocal de contralto, que foi descrito como distinto, esfumaçado e jazzístico.  Heather Phares disse que a voz de Murphy "combina uma variedade selvagem de vozes e texturas, de impassivelmente fria a maravilhosamente cadenciada a alegremente excêntrica".
Entre suas influências iniciais estão Kim Gordon do Sonic Youth e Kim Deal do Pixies. Iggy Pop também a inspirou com sua energia generosa. Murphy cita Siouxsie Sioux, Grace Jones e Björk como suas maiores influências.  Ela também se inspirou em cantoras italianas como Mina e Patty Pravo pela maneira como dominavam o palco. Murphy descreve suas performances como "um pouco como The Rocky Horror Picture Show", com públicos que se vestem para espelhar suas modas espetaculares. Suas roupas amplificam sua personalidade: exibicionista, lúdica, eclética e maior que a vida. 

## Vida pessoal

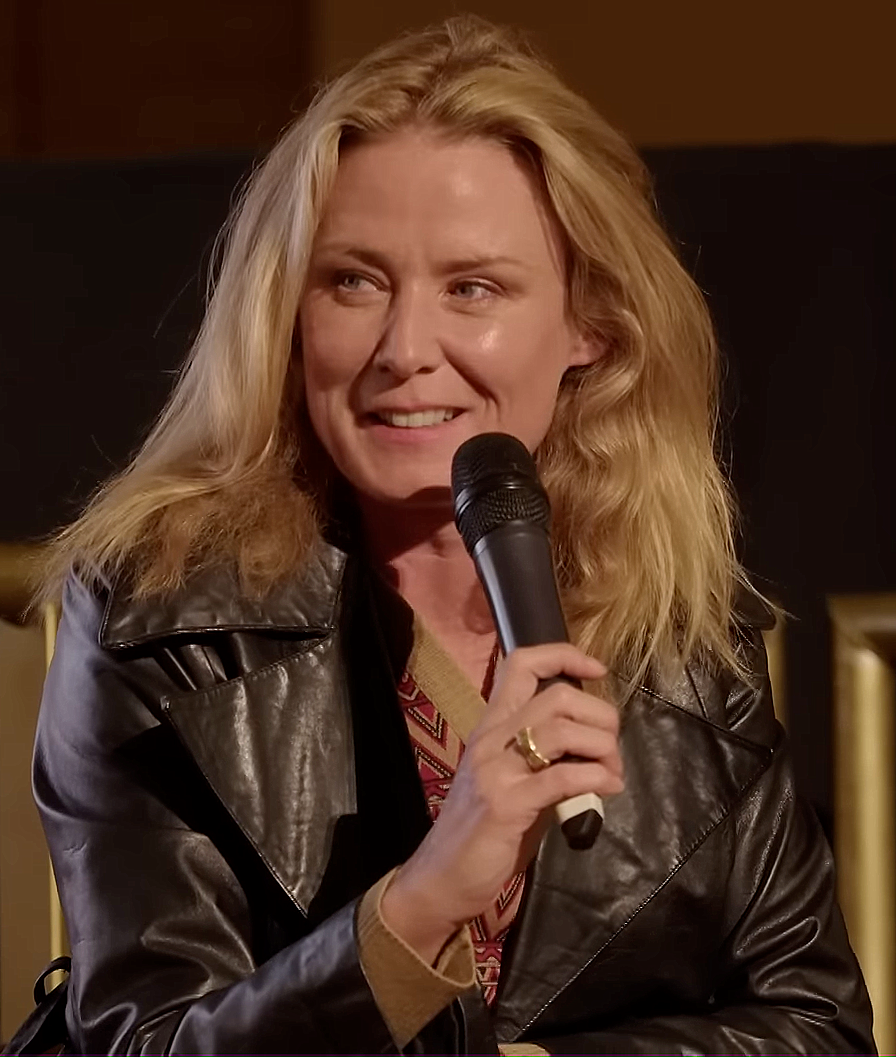
Róisín Murphy em 2022 durante uma entrevista à Biblioteca Britânica.

Murphy mora em Ibiza, Espanha,  tendo anteriormente dividido seu tempo entre Londres e Irlanda.  Ela namorou anteriormente o artista britânico Simon Henwood; eles têm uma filha juntos. Desde 2012, Murphy está em um relacionamento com o produtor italiano Sebastiano Properzi, com quem tem um filho. Murphy é disléxica .  Ela declarou em uma entrevista:
''Acho que ser disléxica me deu uma influência arcaica na maneira como escrevo as palavras; me tornou um pouco mais excêntrica. Acho que conquistei muito ao fazer discos com charme. Não há diversão em discos que não tenham nenhum charme."
Murphy nasceu em Arklow, Irlanda, e cresceu em um ambiente culturalmente rico, cercada por poesia, livros e música ao vivo. Seu pai, a quem considerava uma figura icônica, influenciou sua apreciação pela vida e sua curiosidade artística. Desde pequena, Murphy demonstrava interesse em conversas e experiências do mundo adulto, preferindo interagir com adultos em vez de crianças da sua idade. A música chamou Murphy desde cedo, descobrindo o poder de sua voz aos 10 anos por meio de uma apresentação do clássico do West End Don't Cry For Me, Argentina em um festival de poesia local. 
Comentários sobre bloqueadores da puberdade
Em agosto de 2023, Murphy gerou polêmica quando um usuário do Twitter compartilhou uma captura de tela do Facebook mostrando Murphy comentando uma postagem sobre o ativista anti-transgênero irlandês Graham Linehan, na qual ela criticava o uso de bloqueadores de puberdade para jovens transgêneros.  Suas declarações foram recebidas com reações negativas nas redes sociais, incluindo respostas de aliados e ativistas LGBT+ acusando-a de transfobia e desinformação. Os comentaristas notaram a decepção dos fãs, principalmente devido ao seu papel percebido como um ícone gay. Nas semanas seguintes aos comentários, o material de Murphy foi removido de uma programação programada da BBC Radio 6 Music, que deveria transmitir cinco horas de suas músicas, entrevistas e destaques de shows. A BBC declarou mais tarde que a mudança de programação não foi uma reação aos comentários de Murphy. 
Murphy mais tarde emitiu um pedido de desculpas nas redes sociais, afirmando que estava "profundamente arrependida" por qualquer mágoa causada por suas palavras. No entanto, ela não retirou seus comentários sobre bloqueadores de puberdade, apenas escrevendo que sua "preocupação era por amor a todos nós". Após a controvérsia, houve relatos de que sua gravadora interrompeu a divulgação de seu álbum "Hit Parade". No entanto, Murphy afirmou que a reação online não foi tão severa quanto esperado e que recebeu apoio significativo, com apenas alguns pedidos de reembolso de ingressos. 

## Discografia

### EPs
| Ano  | EP                           |
| ---- | ---------------------------- |
| 2005 | Sequins 1                    |
| 2005 | Sequins 2                    |
| 2005 | Sequins 3                    |
| 2008 | iTunes Live: London Sessions |
| 2014 | Mi Senti                     |

### Álbuns
| Ano  | Álbum                |
| ---- | -------------------- |
| 2005 | Ruby Blue            |
| 2007 | Overpowered          |
| 2015 | Hairless Toys        |
| 2016 | Take Her Up To Monto |
| 2020 | Róisín Machine       |
| 2023 | Hit Parade           |

### Singles
| Título                                                                                    | Ano  | Posições nas paradas | Posições nas paradas | Posições nas paradas | Posições nas paradas | Posições nas paradas | Posições nas paradas | Posições nas paradas | Posições nas paradas | Álbum                |
| Título                                                                                    | Ano  | AUS                  | BEL (FL)             | DEN                  | FIN                  | GER                  | NLD                  | UK                   | EUA Vendas           | Álbum                |
| ----------------------------------------------------------------------------------------- | ---- | -------------------- | -------------------- | -------------------- | -------------------- | -------------------- | -------------------- | -------------------- | -------------------- | -------------------- |
| "If We're in Love"                                                                        | 2005 | —                    | —                    | —                    | —                    | —                    | —                    | 234                  | —                    | Ruby Blue            |
| "Sow into You"                                                                            | 2005 | —                    | —                    | —                    | —                    | —                    | —                    | —                    | —                    | Ruby Blue            |
| "Overpowered"                                                                             | 2007 | —                    | 28                   | 34                   | 10                   | 86                   | 44                   | 149                  | —                    | Overpowered          |
| "Let Me Know"                                                                             | 2007 | —                    | 25                   | —                    | 11                   | —                    | 88                   | 28                   | —                    | Overpowered          |
| "You Know Me Better"                                                                      | 2008 | 98                   | —                    | —                    | —                    | —                    | —                    | 47                   | —                    | Overpowered          |
| "Movie Star"                                                                              | 2008 | —                    | —                    | —                    | —                    | —                    | —                    | —                    | 8                    | Overpowered          |
| "Orally Fixated"                                                                          | 2009 | —                    | —                    | —                    | —                    | —                    | —                    | —                    | —                    | Singles sem álbum    |
| "Momma's Place"                                                                           | 2010 | —                    | —                    | —                    | —                    | —                    | —                    | —                    | —                    | Singles sem álbum    |
| "Golden Era" (com David Morales)                                                          | 2012 | —                    | —                    | —                    | —                    | —                    | —                    | —                    | —                    | Singles sem álbum    |
| "Simulation"                                                                              | 2012 | —                    | —                    | —                    | —                    | —                    | —                    | —                    | —                    | Singles sem álbum    |
| "Jealousy"                                                                                | 2015 | —                    | —                    | —                    | —                    | —                    | —                    | —                    | —                    | Singles sem álbum    |
| "Exploitation"                                                                            | 2015 | —                    | —                    | —                    | —                    | —                    | —                    | —                    | —                    | Hairless Toys        |
| "Evil Eyes"                                                                               | 2015 | —                    | —                    | —                    | —                    | —                    | —                    | —                    | —                    | Hairless Toys        |
| "Unputdownable"                                                                           | 2015 | —                    | —                    | —                    | —                    | —                    | —                    | —                    | —                    | Hairless Toys        |
| "House of Glass" (Maurice Fulton Remix)                                                   | 2015 | —                    | —                    | —                    | —                    | —                    | —                    | —                    | —                    | Single sem álbum     |
| "Ten Miles High"                                                                          | 2016 | —                    | —                    | —                    | —                    | —                    | —                    | —                    | —                    | Take Her Up to Monto |
| "Whatever"                                                                                | 2016 | —                    | —                    | —                    | —                    | —                    | —                    | —                    | —                    | Take Her Up to Monto |
| "All My Dreams"/"Innocence"                                                               | 2018 | —                    | —                    | —                    | —                    | —                    | —                    | —                    | —                    | Singles sem álbum    |
| "Plaything"/"Like"                                                                        | 2018 | —                    | —                    | —                    | —                    | —                    | —                    | —                    | —                    | Singles sem álbum    |
| "Jacuzzi Rollercoaster"/"Can't Hang On" (apresentando Ali Love)                           | 2018 | —                    | —                    | —                    | —                    | —                    | —                    | —                    | —                    | Singles sem álbum    |
| "The Rumble"/"World's Crazy"                                                              | 2018 | —                    | —                    | —                    | —                    | —                    | —                    | —                    | —                    | Singles sem álbum    |
| "Incapable"                                                                               | 2019 | —                    | —                    | —                    | —                    | —                    | —                    | —                    | —                    | Róisín Machine       |
| "Narcissus"                                                                               | 2019 | —                    | —                    | —                    | —                    | —                    | —                    | —                    | —                    | Róisín Machine       |
| "Murphy's Law"                                                                            | 2020 | —                    | —                    | —                    | —                    | —                    | —                    | —                    | —                    | Róisín Machine       |
| "Something More"                                                                          | 2020 | —                    | —                    | —                    | —                    | —                    | —                    | —                    | —                    | Róisín Machine       |
| "—" denota uma gravação que não entrou nas paradas ou não foi lançada naquele território. |      |                      |                      |                      |                      |                      |                      |                      |                      |                      |